# Hartmut Mayerhoffer
Hartmut Mayerhoffer (* 26. Juli 1969 in Sânnicolau Mare, Sozialistische Republik Rumänien) ist ein deutscher Handballtrainer und ehemaliger Handballspieler.

## Leben
Als der gebürtige Banater Schwabe in der vierten Klasse war, wanderten seine Eltern mit ihm und seinem Bruder nach Deutschland aus und ließ sich in Augsburg nieder.

## Karriere
Mayerhoffer spielte in seiner aktiven Zeit als Handballer neben anderen Stationen vier Jahre lang beim Zweitligisten VfL Günzburg.
Als Trainer übernahm er 2009 den Regionalligisten TSV Friedberg und führte ihn aus der Regionalliga in die Dritte Liga. Im Jahr 2013 feierten die Bayern den Gewinn der Drittliga-Meisterschaft. Mayerhoffer wechselte anschließend zum württembergischen Zweitligisten SG BBM Bietigheim, den er bereits in seinem ersten Jahr zum Bundesliga-Aufstieg führte. Mit Bietigheim sammelte er bereits in der Saison 2014/15 Erstligaerfahrung. Mit dem erneut realisierten Aufstieg mit Bietigheim im Sommer 2018 wechselte er zur Saison 2018/19 zu Frisch Auf Göppingen in die Handball-Bundesliga. Am 30. November 2022 wurde Mayerhoffer bei Frisch Auf Göppingen durch Markus Baur als Trainer abgelöst. Ab dem Saisonbeginn 2023/24 bis zum April 2024 trainierte er den Bundesligisten HC Erlangen.
Mayerhoffer wurde in der Saison 2017/18 von der DKB Handball-Bundesliga als „Trainer der Saison“ in der Zweiten Bundesliga ausgezeichnet.